# Macrodiplosis erubescens
Macrodiplosis erubescens är en tvåvingeart som först beskrevs av Osten Sacken 1862.  Macrodiplosis erubescens ingår i släktet Macrodiplosis och familjen gallmyggor.
Artens utbredningsområde är District of Columbia. Inga underarter finns listade i Catalogue of Life.